# Neurocraniu
Neurocraniul reprezintă porțiunea superioară a craniului, care vine în contact intim cu encefalul, creând cutia craniană care adăpostește creierul uman. Este format din 4 oase fără pereche și două oase cu pereche: Frontal, Occipital, Sfenoid, Etmoid, Parietalii și Temporalii. 